# 丹波篠山市立城北畑小学校
丹波篠山市立城北畑小学校（たんばささやましりつじょうほくはたしょうがっこう）は、兵庫県丹波篠山市黒岡にある公立小学校。

## 概要
2013年に篠山市立畑小学校と篠山市立城北小学校が統合して設置された。校地は旧城北小学校のものを利用している。

## 沿革
- 2013年（平成25年）4月1日 - 篠山市立畑小学校と篠山市立城北小学校を統合して創立。
- 2019年（令和元年）5月1日 - 篠山市が丹波篠山市に名称変更したことに伴い、丹波篠山市立城北畑小学校に改称[1]。

## 教育方針
校訓
- 良樹細根

行動規範
- 凡事徹底
- 啐啄同時

学校教育目標
- 共に学ぼう より深く
- 共に歩もう 力を合わせて
- 共に伸びよう たくましく

## 通学区域
- 丹波篠山市
  - 般若寺、和田、大渕、大上、畑宮、菅、瀬利、今谷、奥畑、火打岩、野間、東沢田、新荘、大熊、北沢田、前沢田、黒岡(ただし鳥居下ノ坪71番1及び75番2を除く)、寺内、佐倉、大谷、鷲尾、知足、丸山、藤岡奥、藤岡口、熊谷、郡家(ただし兵舎ノ坪403番4、宮ノ下、柴崎、鋤ノ先、口ノ長、清常及び四十石ノ坪を除く)、筋山、乾新町(猿目221番1及び三ノ坪220番6から220番9)

## 進学先中学校
- 丹波篠山市立篠山中学校

## 校区内の主な施設
- 丹波篠山市立たまみず幼稚園
- 兵庫県立篠山鳳鳴高等学校

## 交通
- 神姫バス 篠山鳳鳴高校前にて下車

## 通学区域が隣接している学校
- 丹波篠山市立八上小学校
- 丹波篠山市立篠山小学校
- 丹波篠山市立岡野小学校
- 丹波篠山市立西紀小学校
- 丹波篠山市立西紀北小学校
- 丹波篠山市立多紀小学校
- 丹波篠山市立城東小学校